# Wenn man baden geht auf Teneriffa
Wenn man baden geht auf Teneriffa ist ein deutscher Schlagerfilm von Helmuth M. Backhaus aus dem Jahr 1964, dessen Hauptrollen mit Geneviève Cluny, Peter Kraus, Gunnar Möller, Corny Collins, Richard Häussler und Heinz Erhardt besetzt sind.

## Handlung
Sechs Abiturienten um den Schüler Tom dürfen mit Erlaubnis ihrer Eltern gemeinsam Urlaub auf Teneriffa machen – unter den wachsamen Augen von Reisebegleiterin Jutta Wilke, die die Gruppe nach dem Flug im Hotel Fiesta einquartiert. Kurz nach der Anreise verkündet Pilot Jens Thomas der verdutzten Jutta jedoch, dass das Reisebüro schon seit längerer Zeit verschiedene Gebühren nicht bezahlt habe und daher sein Flugzeug einbehalten worden sei. Hoteldirektor Perro wiederum hat das Geld nie erhalten, das die Abiturienten dem Reisebüro gezahlt haben, sodass er seine Gäste schon am nächsten Tag wieder vor die Tür setzen will. Da jedoch Perros Personal wegen ebenfalls ausgebliebener Gehaltszahlungen kündigt, stellt Perro die jungen Leute als neues Personal an. Sie sollen sich ihren Aufenthalt auf Teneriffa erarbeiten.
Die Leitung des Hotels stellt die Schüler Tom, Fritz, Christa, Bruni, Martin und Ilse vor große Schwierigkeiten und bald hat auch der letzte Gast sein Zimmer storniert. Nur Tristan Wenzel bleibt, der die Gruppe schon auf dem Flughafen in Deutschland kennengelernt hatte. Die einzige Chance, das Hotel vor dem Ruin zu bewahren, sehen die Jugendlichen darin, den auf der Insel erwarteten Hotelkönig Varnhagen in ihr Hotel zu bringen, da Prominenz das Geschäft belebt. Tom, der Varnhagen am Flughafen abpassen soll, verpasst ihn, trifft jedoch dessen Tochter Bessy, der er versehentlich das Kleid zerreißt und die daher mit ins Hotel kommt, um ihr Kleid auszubessern. Vor Tom gibt Bessy vor, eine Studentin und allein auf die Insel gekommen zu sein. Varnhagen trifft unterdessen auf Jutta Wilke, die seine Avancen jedoch zurückweist. Während Bessy heimlich eines Abends zu einem Konzert der Jugendlichen ins Hotel kommt, ist auch Varnhagen da, um mit Blumen um Jutta zu werben. Er wird für einen Gast gehalten und bewirtet und ist nach einigen Missgeschicken wie versalzenem Gemüse mit zu viel Essig am Ende doch mit dem Service zufrieden. Dinge verkomplizieren sich, als Tom, der Bessy inzwischen nähergekommen ist, diese zusammen mit Varnhagen in der Stadt sieht und falsche Schlüsse zieht. Auch Jutta schließt sich seiner Meinung an und glaubt, dass Varnhagen und Bessy ein Paar seien.
Tristan Wenzel entpuppt sich als Hoteltester und legt Varnhagen nahe, das Hotel Fiesta zu kaufen. Varnhagen erwirbt das Hotel und plant eine große Party, für die Wenzel nun Werbung auf der Insel macht. Als Jens Thomas, der inzwischen mit Bruni zusammengekommen ist, den Jugendlichen verkündet, dass das Flugzeug freigegeben worden sei und alle noch am selben Tag abreisen könnten, verbündet sich Wenzel mit Bruni und beide tauchen unter. Jutta storniert die Heimreise und kehrt nach langer Suchaktion mit den anderen Jugendlichen zum Hotel zurück. Dort haben sich bereits zahlreiche Gäste für die von Varnhagen organisierte Feier eingefunden und alle Urlauber werden für den Abend wieder zum Hotelpersonal. Varnhagen verkündet, dass er die Leitung des Hotels in Zukunft seiner Tochter Bessy überlassen werde. Die Jugendlichen wiederum erhalten im Hotel kostenfreies Urlaubsrecht auf Lebenszeit. Varnhagen gesteht Jutta seine Liebe. Tom und Bessy werden ein Paar, Jens und Bruni finden sich ebenso wie Christa und Martin sowie Ilse und Fritz.

## Entstehungsgeschichte

### Produktion
Der Film wurde in München sowie auf Teneriffa und Gran Canaria gedreht. Hauptdarsteller Peter Kraus erinnerte sich später: „Mein letzter Schlagerfilm hieß Wenn man baden geht auf Teneriffa und wurde seinem Titel voll gerecht. Die Produktionsfirma hatte die notwendigen Zollformalitäten für das Einführen der technischen Ausrüstung auf die Kanarischen Inseln nicht erledigt, und so lagen wir eine Woche untätig in der Sonne, bevor mit den dortigen Aufnahmen begonnen werden konnte. Das hatte zur Folge, daß uns der staunende Zuschauer des Films in der Anfangsszene in München mit blütenweißem Teint ins Flugzeug steigen sah, um uns nach kurzem Flug braungebrannt in Teneriffa wieder aussteigen zu sehen.“
Für das Szenenbild war der Filmarchitekt Johannes Ott verantwortlich. Die Kostüme entwarf Ingrid Neugebauer. Als Kameramann fungierte Gerhard Krüger. Produktionsleiterin war Eva Rosskopf.

### Musik
Die originale Filmmusik stammt von Christian Bruhn. Daneben werden im Film verschiedene Schlager gesungen:
- Diverse: Das wird ein Wochenende
- Peter Kraus: Wer dich sieht, Evelyn
- Peter Kraus: Lass kein Mädchen lange warten
- Die Tahiti-Tamourés: Mañana, Mañana, Mañana (Roter Mond vom Rio Negro)
- Ursula Oberst: Warum schaust du mich so an?
- Ursula Oberst: Ende gut, alles gut

## Rezeption

### Veröffentlichung
Die Freiwillige Selbstkontrolle der Filmwirtschaft gab den Film am 31. August 1964 ohne Feiertagsfreigabe ab 6 Jahren frei. Die Uraufführung erfolgte am 11. September desselben Jahres.
Die 1961 gegründete Piran-Film + Televisions GmbH des Stuttgarter Unternehmers Egon Haebe vermarktete seit 1963 ihre Filme selbst. Haebe verfügte allerdings nicht über die Professionalität großer Filmverleiher wie Gloria- oder Constantin-Film, mit denen er vorher zusammengearbeitet hatte. Hinzu kam, dass Schlagerfilme im Zuge der Beatwelle seit 1963 stark an Attraktivität verloren hatten. Entsprechend geriet Wenn man baden geht auf Teneriffa zu einem Misserfolg und schließlich zum vorletzten Werk der Piran-Film. Anfang 1965 stellte die Firma ihre Produktion ein.

### Kritiken
„Allerdürftigstes deutsches Schlagerlustspiel“, befand das Lexikon des internationalen Films.
Die Süddeutsche Zeitung nannte den Film ein „Lustspiel, das weder Lust noch Spiel ist“.
Paimann’s Filmlisten stellten fest, dass der Film „nach dem Teenager-Ferien-Schema erdacht“ und „mit wenig neuen Einfällen inszeniert“ worden sei. Immerhin „gewinnt das Ganze durch seinen einladenden Schauplatz […] und wird – mit herkömmlichen Schlagern […] – jüngere Besucher immerhin unterhalten.“
Cinema schrieb: „Hilfe! Das ist einfallslos, voller Klischees und nie lustig! Fazit: Wenn man baden geht mit einem Spielfilm…“